# خورخي كارابالو
خورخي كارابالو (بالإسبانية: Jorge Caraballo)‏ هو لاعب كرة قدم أوروغواياني في مركز الوسط، ولد في 5 مايو 1959 في ترینتا اي ترس ‏ في الأوروغواي. لعب مع أرتورو فرنانديز فيال وسنترال إسبانيول ونادي بيزا ونادي دانوبيو ونادي غوياس.